# Joseph Auré
Joseph Auré (* 24. Dezember 1932 in Saligny-le-Vif; † 19. Mai 2016 in Nantes) war ein französischer Radrennfahrer.

## Sportliche Laufbahn
Auré war im Straßenradsport aktiv. 1956 und 1958 gewann er den Grand Prix de Fougères.1958 siegte er im Circuit des Angevines als Amateur, 1959 im Circuit du Morbihan als Unabhängiger. 1960 wurde er Zweiter der Tour du Var hinter Jean Anastasi und Dritter im Circuit du Morbihan. In der Vuelta a España 1960 kam er auf den 19. Rang. In der Internationalen Friedensfahrt 1961 wurde er 51. im Endklassement. Sein Status als Unabhängiger erlaubte ihm Starts in Rundfahrten der Amateure und Berufsfahrer.